# Zontaggsvamp
Zontaggsvamp (Hydnellum concrescens) är en svampart som först beskrevs av Christiaan Hendrik Persoon, och fick sitt nu gällande namn av Banker 1906. Zontaggsvamp ingår i släktet korktaggsvampar och familjen Bankeraceae. Arten är reproducerande i Sverige. Inga underarter finns listade i Catalogue of Life.